# Christofer Heimeroth
Christofer Heimeroth est un footballeur allemand né le 1er août 1981 à Unna.

## Biographie
Évoluant au poste de gardien de but au Borussia Mönchengladbach, il devint titulaire après le départ de Kasey Keller pour Fulham.
Ses mauvaises performances lors de la première partie de la saison 2008-09, qui ont amené Mönchengladbach à la dernière place de la Bundesliga à la trêve, entraînent son évincement des buts du Borussia au profit du jeune espoir belge Logan Bailly, recruté lors du mercato d'hiver de janvier 2009.

## Carrière
- 2000-2006 : Schalke 04 -  Allemagne
- 2006-déc. 2017 : Borussia Mönchengladbach -  Allemagne

## Palmarès
- Schalke 04
  - Vainqueur de la Coupe de la Ligue d'Allemagne : 2005
- Borussia Mönchengladbach
  - Vainqueur de la 2. Liga : 2008